# Хроника Второй мировой войны (февраль 1940 года)

Ход Второй мировой войны в Европе в виде анимации

## 1 февраля1940 года(четверг). 154-й день войны
Советско-финская война. Прорыв линии Маннергейма.
Первого февраля 1940 года начались массовые бомбардировки тыловых частей финской армии советской авиацией. Тогда же начались обстрелы, в результате который на укреплённый район Сумма было выпущено около 3000 снарядов за сутки. Это был самый массовый артиллерийский обстрел после сражения при Вердене в Первую мировую войну. Финские пилоты разведчики докладывали, что по 16 батареям финнов из 440 пушек вели обстрел 104 батареи противника. На озёрах Хатьялахти и Муола перешли в наступление 16 дивизий и 500 самолётов с поддержкой танков. Однако, даже при таком наступлении прорвать линию не удалось, но финны были измотаны, и боеприпасы у них были на исходе.
1 февраля 1940 года Красная армия, подтянув подкрепления, возобновила наступление на Карельском перешейке по всей ширине фронта 2-го армейского корпуса. Главный удар наносился в направлении Сумма. Также началась артподготовка. С этого дня ежедневно в течение нескольких дней войска Северо-Западного фронта под командованием С. Тимошенко обрушивали на укрепления линии Маннергейма по 12 тысяч снарядов. Пять дивизий 7-й и 13-й армии проводили частное наступление, однако не смогли добиться успеха.

## 2 февраля1940 года(пятница). 155-й день войны
Советско-финская война. Прорыв линии Маннергейма.

## 3 февраля1940 года(суббота). 156-й день войны
Советско-финская война.

## 4 февраля1940 года(воскресение). 157-й день войны
Советско-финская война.

## 5 февраля1940 года(понедельник). 158-й день войны
Советско-финская война.
Франко-британские планы боевых действий против СССР.
5 февраля 1940 года на совместном военном совете (на котором присутствовал, но не выступал Черчилль) было решено запросить согласие Норвегии и Швеции на проведение операции под руководством Великобритании, в которой экспедиционные силы должны были высадиться в Норвегии и двинуться на восток.

## 6 февраля1940 года(вторник). 159-й день войны
Советско-финская война. Прорыв линии Маннергейма.
6 февраля началось сильное наступление, в нём участвовали три дивизии и 150 танков при поддержке 200 самолётов. Однако, и это наступление было пресечено финнами, а потери были очень велики.
6 февраля началось наступление на полосу Сумма. В последующие дни фронт наступления расширился и на запад, и на восток.

## 7 февраля1940 года(среда). 160-й день войны
Советско-финская война. Прорыв линии Маннергейма. 7 февраля РККА проникло в район Муолы и два раза ударили по Сумме. На следующий день две советские дивизии ударили по финским. К 11 февраля Красная армия уже сражалась со всем 2 армейским корпусом. Были планы обойти финские позиции. В это время начался самый мощный в истории зимней войны артиллерийский обстрел. Положение становилось очень тяжёлым. На Карельский перешеек были переброшены войска из Лапландии и севера Ладожского озера. Для изучения ситуации на линию обороны приехал сам маршал Маннергейм. Финнам пришлось отойти назад на расстояние от 2 до 10 миль. Попытки преследования не наблюдались, отход оказался практически незамеченным. На некоторых участках советские войска находили финские оборонительные сооружения опустевшими. РККА продвигалась вперёд. Массовый отход начался 16 февраля, а советские бомбардировщики уничтожили дороги. Были проложены новые, переход сопровождался большими трудностями.

Главный маршал артиллерии Воронов, Николай Николаевич пишет:

15 февраля ураган наших бомб и снарядов обрушился на деревню Сумма. Я находился на передовом наблюдательном посту. После того как артиллерия перенесла огонь на требуемую глубину, танки и пехота одновременно пошли в атаку. На этот раз противник не выдержал натиска. Ему грозил охват с флангов, и он начал отступать.
Опорный пункт пал на моих глазах. По возвращении на командный пункт 7-й армии я стал свидетелем телефонного разговора Мерецкова с народным комиссаром обороны. Никто в Москве не верил, что наши войска захватили Сумму. Увидев меня, Мерецков произнес:
— Товарищ народный комиссар, только что пришел Воронов. Он все видел своими глазами.
Я подробно доложил народному комиссару о ходе сражения. Тем не менее он трижды переспросил меня, правда ли, что опорный пункт был взят.
Наконец его раздраженный тон стал дружелюбным и ласковым. Нарком пожелал войскам успешно завершить это наступление.
— http://www.bibliotekar.ru/finskaya-voyna/18.htm
19 февраля генерал-лейтенант Эрик Хейнрикс был назначен командующим всеми финскими войсками на Карельском перешейке, сменив генерала Эстермана. Жена генерала получила увечья во время бомбардировки. Хейнрикса на посту командующего 2 армейским корпусом скоро сменил генерал-майор Талвела. 2 армейский корпус был разделён на двое, командующим 1 корпусом стал генерал-майор Лаатикайнен. До 18 февраля Выборгский залив оборонялся моряками, теперь же он был передан Армии Перешейка. 28 февраля был создан Береговой сектор обороны, который был подкреплён силами из Лапландии. Почти все атаки противника были отбиты, за исключением одной у озера Нёюкки. Недавно сформированная 23 дивизия оказалась в очень трудном положении, а РККА перешли на лёд, и довольно скоро начали наступать на острова Выборгского залива.

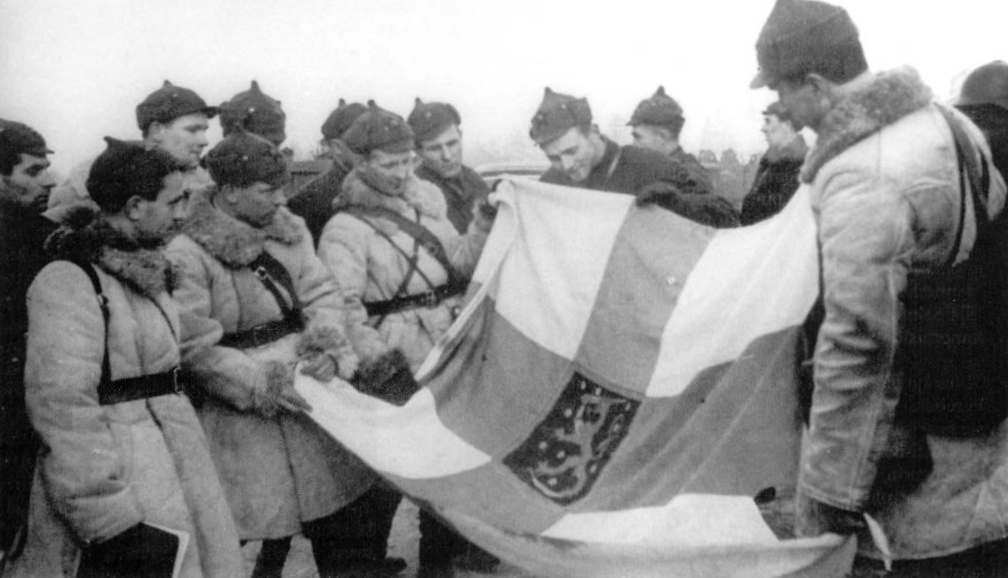
Группа красноармейцев с захваченным флагом Финляндии

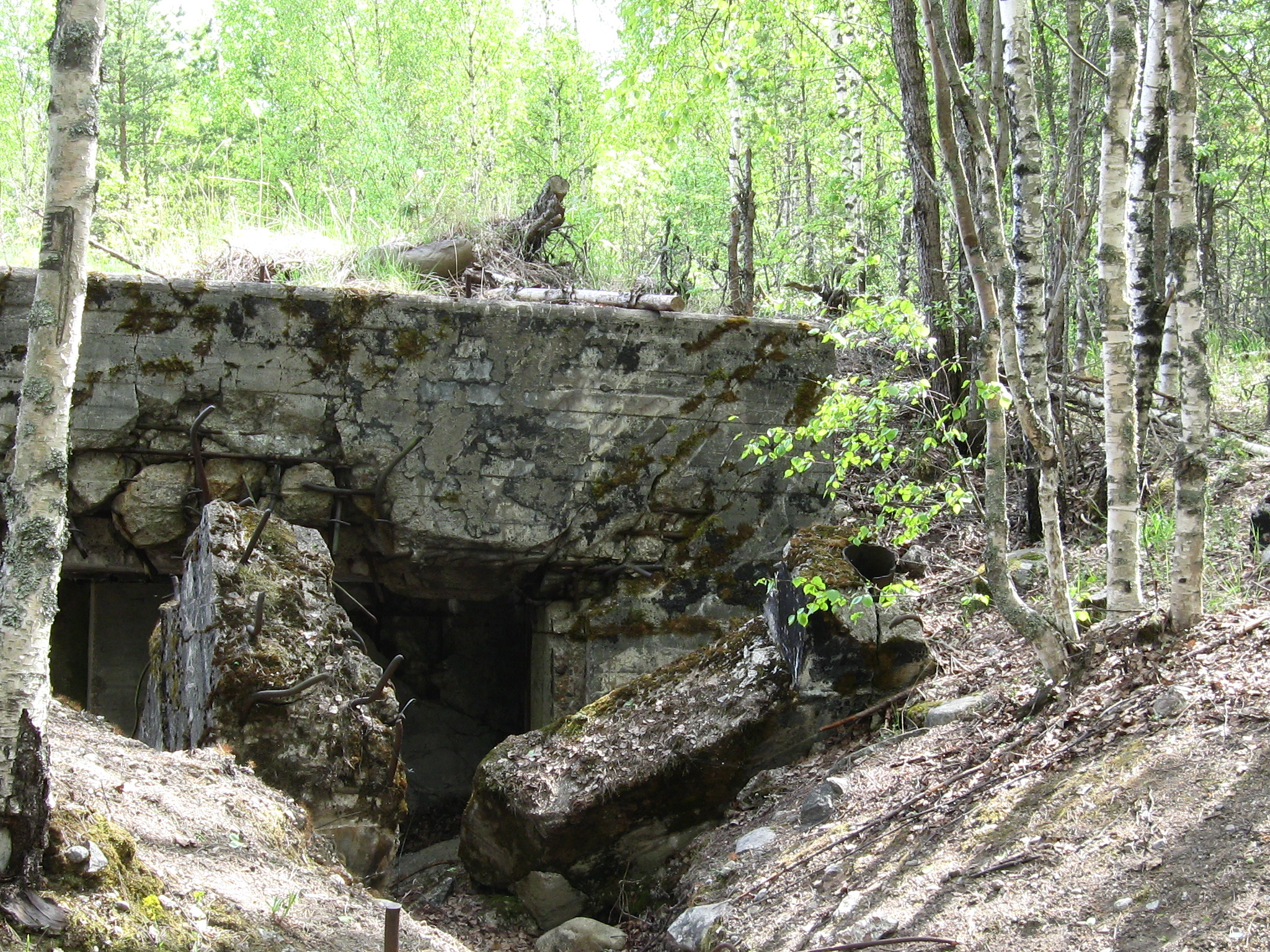
Дот Sj4 «Форт Поппиуса» на высоте 65,5, на участке прорыва

## 8 февраля1940 года(четверг). 161-й день войны
Советско-финская война.

## 9 февраля1940 года(пятница). 162-й день войны
Советско-финская война.
9 февраля командующий войсками Северо-Западного фронта командарм первого ранга С. Тимошенко направил в войска директиву № 04606, 
согласно которой 11 февраля, после мощной артиллерийской подготовки, войска Северо-Западного фронта должны были перейти в наступление.

## 10 февраля1940 года(суббота). 163-й день войны
Советско-финская война.

## 11 февраля1940 года(воскресение). 164-й день войны
Советско-финская война.
11 февраля после десятидневной артподготовки началось генеральное наступление Красной Армии. Основные силы были сосредоточены на Карельском перешейке. В этом наступлении совместно с сухопутными частями Северо-Западного фронта действовали корабли Балтийского флота и созданной в октябре 1939 года Ладожской военной флотилии.

## 12 февраля1940 года(понедельник). 165-й день войны
Советско-финская война.

## 13 февраля1940 года(вторник). 166-й день войны
Советско-финская война.

## 14 февраля1940 года(среда). 167-й день войны
Советско-финская война.

## 15 февраля1940 года(четверг). 168-й день войны
Советско-финская война.

## 16 февраля1940 года(пятница). 169-й день войны
Советско-финская война.
Датско-норвежская операция. Инцидент с «Альтмарком» — боевое столкновение во время Второй мировой войны между кораблями Великобритании и нацистской Германии в территориальных водах нейтральной Норвегии, произошедшее 16 февраля 1940 года.

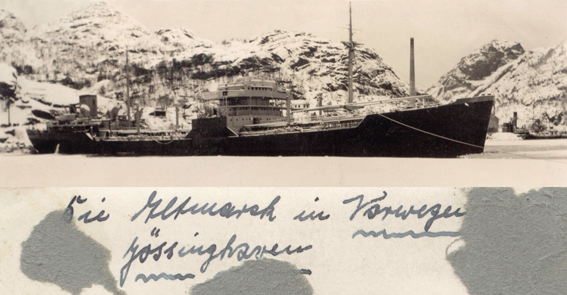
Доставка Altmark в начале 1940 года Jøssingfjord, Норвегия

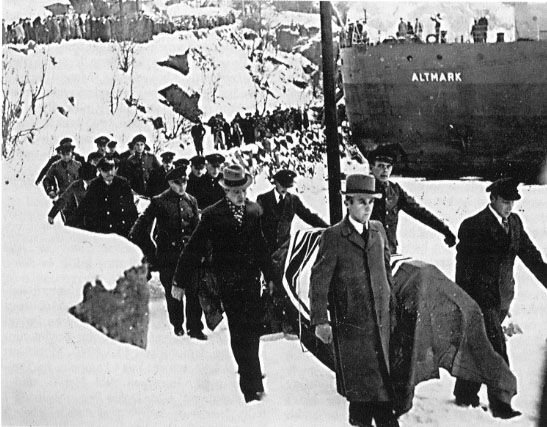
Погибших в инциденте немцев несут на берег для похорон

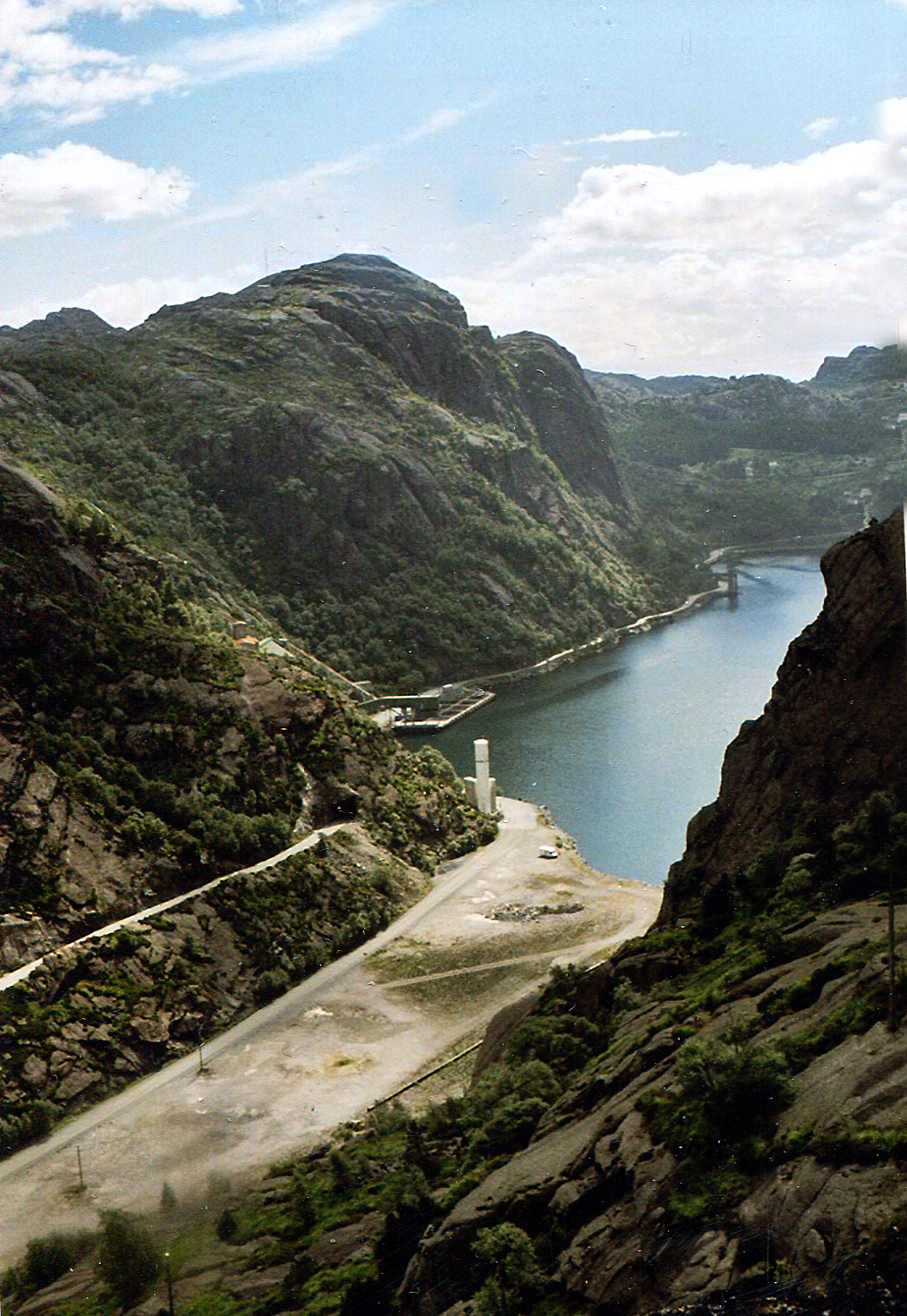
Йосингфьорд

Германское вспомогательное судно, танкер «Альтмарк» (нем. Altmark), сопровождавший и дозаправлявший тяжёлый крейсер «Адмирал граф Шпее» (нем. Admiral Graf Spee), после гибели последнего направлялся из Южной Атлантики на родину, имея на борту около 300 пленных — членов команд потопленных «Шпее» судов.
Преследуемый британскими эсминцами, он попытался укрыться в Йосингфьорде в юго-западной части Норвегии. Эсминец «Казак» (англ. HMS Cossack) под командованием капитана 1-го ранга Филипа Виана, войдя в бухту вслед за «Альтмарком», применил с санкции Черчилля силу — высадил на него абордажную команду и освободил пленных, несмотря на то, что вблизи находились норвежские военные корабли. Во время этой акции было убито 7 немцев. Команда была оставлена на судне, «Альтмарк» в ходе нападения сел на камни, но впоследствии смог самостоятельно добраться до немецкого порта.
Этот инцидент стал одним из немногих случаев применения абордажа во время Второй мировой войны.
Правительство Норвегии заявило протест британским властям, но последние заявили, что имело место лишь техническое нарушение нейтралитета.
Незадолго до этого имел место сходный случай: в норвежские воды вошло захваченное тяжёлым крейсером «Дойчланд» (нем. Deutschland) американское судно «Сити оф Флинт» (англ. SS City of Flint) с немецкой призовой командой на борту. Тогда норвежские власти немцев интернировали, а судно отпустили.
Для немецкой стороны бездействие норвежских кораблей во время захвата «Альтмарка» стало свидетельством того, что защищая свой нейтралитет от Германии, Норвегия готова терпеть вмешательство Великобритании. Через несколько дней, 21 февраля 1940 года, Гитлер приказал начать подготовку операции по захвату Норвегии.
Англичане посчитали, что, напротив, к этому инциденту привёл слишком мягкий досмотр норвежцами немецкого корабля. Премьер-министр Франции Эдуар Даладье призвал захватить норвежские порты, «так же как „Альтмарк“».
Возглас пленных в момент освобождения — «Флот здесь!» (англ. The Navy's here!) — стал боевым кличем британцев.
Инцидент с «Альтмарком» 16 февраля ослабил позиции противников операции, и с этого момента подготовка к ней была форсирована.

## 17 февраля1940 года(суббота). 170-й день войны
Советско-финская война.
Во время советско-финской войны (1939—1940 гг.) Балтийский флот оказывал содействие войскам в наступлении на Карельском перешейке и занял острова Гогланд, Лавенсаари, Сескар.

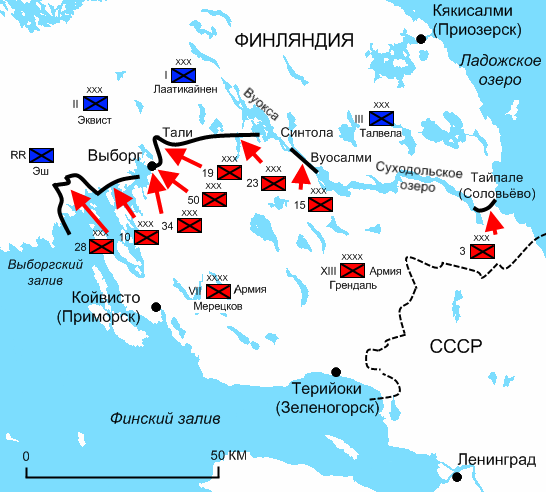
Карельский перешеек. Карта боевых действий. Март 1940 года

Поскольку атаки советских войск на район Сумма не принесли успеха, главный удар был перенесён восточнее, на направление Ляхде. В этом месте обороняющаяся сторона понесла огромные потери от артподготовки, и советским войскам удалось совершить прорыв обороны.
В ходе трёхдневных напряжённых боёв войска 7-й армии прорвали первую полосу обороны линии Маннергейма, ввели в прорыв танковые соединения, которые приступили к развитию успеха. К 17 февраля части финской армии были отведены ко второй полосе обороны, поскольку создалась угроза окружения.
Странная война. Битва за Атлантику. Инцидент с «Альтмарком».

## 18 февраля1940 года(воскресение). 171-й день войны
Советско-финская война.

## 19 февраля1940 года(понедельник). 172-й день войны
Советско-финская война.

## 20 февраля1940 года(вторник). 173-й день войны
Советско-финская война.

## 21 февраля1940 года(среда). 174-й день войны
Советско-финская война.
К 21 февраля 7-я армия вышла ко второй полосе обороны, а 13-я армия — к главной полосе обороны севернее Муолаа. К 24 февраля части 7-й армии, взаимодействуя с береговыми отрядами моряков Балтийского флота, захватили несколько прибрежных островов. 28 февраля обе армии Северо-Западного фронта начали наступление в полосе от озера Вуокса до Выборгского залива. Видя невозможность остановить наступление, финские войска отступили.

## 22 февраля1940 года(четверг). 175-й день войны
Советско-финская война.

## 23 февраля1940 года(пятница). 176-й день войны
Советско-финская война.

## 24 февраля1940 года(суббота). 177-й день войны
Советско-финская война.
Датско-норвежская операция.  24 февраля штаб 21-го корпуса под руководством генерала Николауса фон Фалькенхорста начал детальную разработку операции, а через 5 дней уже представил Гитлеру готовый проект.

## 25 февраля1940 года(воскресение). 178-й день войны
Советско-финская война.
Датско-норвежская операция.

## 26 февраля1940 года(понедельник). 179-й день войны
Советско-финская война.
Датско-норвежская операция.

## 27 февраля1940 года(вторник). 180-й день войны
Советско-финская война.
Датско-норвежская операция.

## 28 февраля1940 года(среда). 181-й день войны
Советско-финская война.
Датско-норвежская операция.

## 29 февраля1940 года(четверг). 182-й день войны
Советско-финская война.
Датско-норвежская операция.
На заключительном этапе операции 13-я армия наступала в направлении на Антреа (совр. Каменногорск), 7-я — на Выборг. Финны оказывали ожесточённое сопротивление, но вынуждены были отступать.
В ходе советско-финской войны за 47 дней, в исключительно тяжёлых зимних погодных условиях, построена 132-километровая железная дорога Петрозаводск — Суоярви.
В феврале 1940 г. 13-я лёгкая танковая бригада (10-й танковый корпус, 7-я армия, Северо-Западный фронт) под командованием полковника В. И. Баранова вместе с 123-й стрелковой дивизией прорвала оборону противника в районе посёлка Кямяря (ныне посёлок Гаврилово Выборгского района Ленинградской области). При овладении сильно укреплённым посёлком Пиенперо комполка В. И. Баранов проявил организаторские способности, мужество и отвагу.
Указом Президиума Верховного Совета СССР от 21 марта 1940 г. «за образцовое выполнение боевых заданий командования на фронте борьбы с финской белогвардейщиной и проявленные при этом отвагу и геройство» полковнику Баранову Виктору Ильичу присвоено звание Героя Советского Союза с вручением ордена Ленина и медали «Золотая Звезда» (№ 134).